# Cvrččí mouka

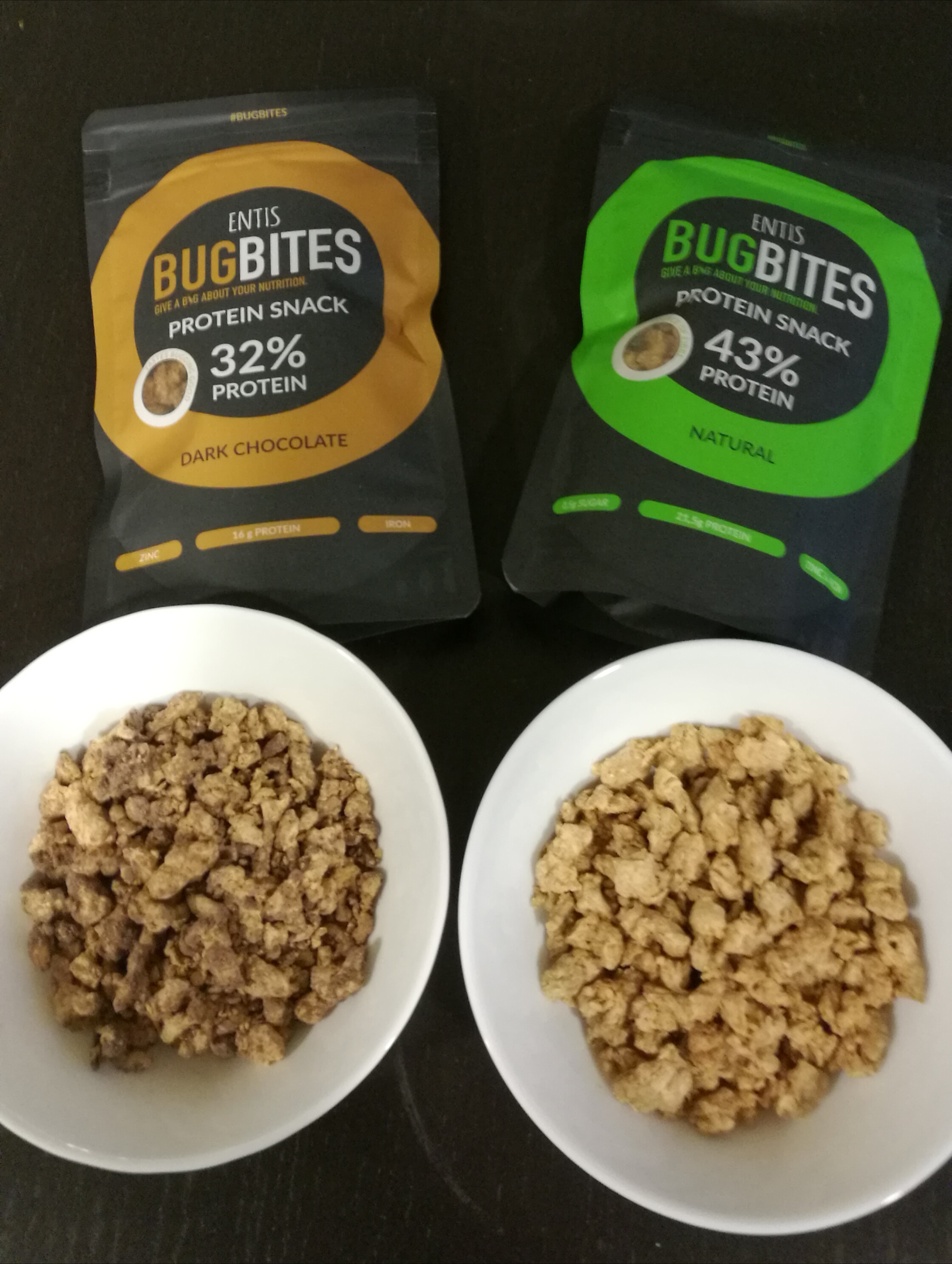
Svačinka z cvrččí mouky s ovsem

Cvrččí mouka (nebo cvrččí prášek) je prášek bohatý na bílkoviny vyrobený z cvrčků pomocí různých procesů. Cvrččí mouka se liší od pravých druhů mouky vyrobených z obilovin tím, že se skládá především z bílkovin, nikoli ze škrobů a vlákniny.

## Výživové hodnoty
Cvrččí mouka obsahuje živiny, jako je devět esenciálních aminokyselin, vápník, železo, draslík, vitamín B12 a mastné kyseliny.

## Bezpečnost a zpracování
V západních zemích při chování hmyzu pro lidskou spotřebu se na něj vztahují stejné bezpečnostní požadavky jako na jakékoli jiné potraviny. V závislosti na jeho popularitě v dané lokalitě může být zpracování prováděno komerčně nebo lokálně. Postup začíná odstraněním vnitřností hmyzu, i když tento krok není povinný. Poté se hmyz odesílá ke konzervaci nebo lyofilizaci, k čemuž se používá juta nebo polypropylen. Po úplné konverzaci/usušení se přepravuje hmyz ke skladování. Hmyz lze také zmrazit nebo rozemlít na prášek.
Cvrččí mouka se vyrábí z lyofilizovaných cvrčků. Cvrčci se poté vaří, aby se usnadnilo zpracování. Po uvaření se rozemelou na extrémně jemné kousky. Zmrazením, pečením a sušením vznikne prášková tmavě hnědá mouka.

## Výrobky obsahující cvrččí mouku
Cvrččí mouka může být přidávána do těstovin, chleba, sušenek, chipsů, nachos nebo smoothie. Může být použita jako kompletní náhrada běžné mouky. Chuť je popisována jako velmi oříšková. Vaření produktů z cvrččí mouky se může od potravin připravovaných z klasické pšeničné mouky lišit.